# Ignacio Quintana
Ignacio Quintana Toledo (* 20. April 1988 in Mexiko-Stadt) ist ein mexikanischer Fußballtrainer.

## Karriere

### Spieler
Als Fußballspieler, war er nur auf lokalem Amateurniveau unterwegs beendete seine Karriere in diesem Fach aber schon mit 18 Jahren.

### Trainer
Er war als Trainer in seinem Heimatland bei Reforma sowie beim Lioness FC aktiv. Danach war er auch noch technischer Assistent der Frauenmannschaft von Nicaragua.
Als Cheftrainer der panamaischen Frauenfußballnationalmannschaft wurde er im Dezember 2020 eingestellt und nahm dann mit der Mannschaft nach ein paar Freundschaftsspielen und einer erfolgreichen Qualifikationsrunde ohne Gegentor an der CONCACAF W Championship 2022 teil. Mit nur einem Sieg über Trinidad und Tobago, schied er hier nach der Gruppenphase mit seinen Spielerinnen zwar aus, erreichte aber trotzdem die Playoffs um die Teilnahme an der Weltmeisterschaft 2023. Dort brachte er seine Mannschaft im Finale zum Sieg über Paraguay und damit zur ersten WM-Teilnahme in der Geschichte der Mannschaft.